# Присоединение Эстонии к СССР

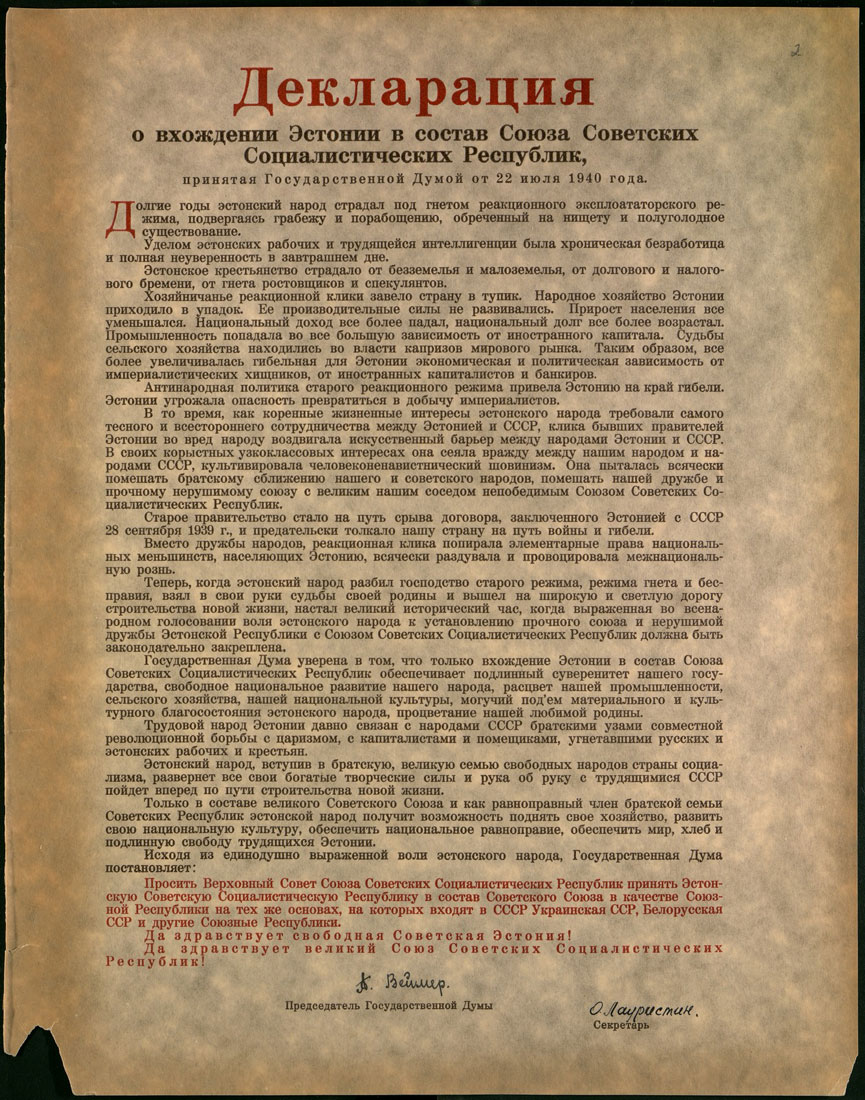
Декларация о вхождении Эстонии в состав СССР, принятая Государственной Думой от 22 июля 1940 года

Присоедине́ние Эсто́нии к СССР (эст. Eesti ühinemine NSV Liiduga), в ряде источников используется название Сове́тская оккупа́ция Эсто́нии (эст. Nõukogude okupatsioon Eestis) — политический процесс в истории Эстонии, приведший Эстонскую Республику к включению в Советский Союз в августе 1940 года.
После провала попыток создать в Европе в 1930-е годы систему коллективной безопасности суверенитет Эстонии и других государств Восточной Европы оказался под угрозой. Аннексия Эстонии стала следствием подписания СССР и нацистской Германией в августе 1939 года договора о ненападении, секретный протокол к которому зафиксировал разграничение сфер интересов обеих сторон в Восточной Европе. Этот процесс был частью общего процесса включения Литвы, Латвии и Эстонии в состав СССР.
В 1939—1940 годах СССР путём политического давления и военных угроз добился размещения на территории Эстонии крупного воинского контингента, а затем и смены правительства страны. Руководимые представителями СССР эстонские левые провели выборы в парламент, который объявил Эстонию советской социалистической республикой и попросил о вступлении в состав СССР. Следствием этих событий стала инкорпорация Эстонии в состав Советского Союза, советизация и массовые репрессии.
Событиям, связанным с присоединением Эстонии к СССР, даются различные политико-правовые оценки, и они остаются предметом споров и конфликтов.

## История советско-эстонских отношений
В результате распада Российской империи большевики столкнулись с проблемой отколовшихся национальных окраин, включая Эстонию. После того как провалилась попытка установить советскую власть в Эстонии в ходе советско-эстонской войны, РСФСР и Эстония 2 февраля 1920 года заключили мирный договор. В соответствии с этим соглашением Советская Россия отказывалась от всяких суверенных прав на народ и территорию Эстонии, и РСФСР с Эстонией первыми в мире признавали друг друга де-юре. При заключении договора Советская Россия руководствовалась принципом самоопределения народов. Этот договор завершил военные действия между Россией и Эстонией, при этом тот факт, что Эстония выбрала не социалистический путь развития, в качестве серьёзного препятствия не воспринимался, поскольку из-за продолжающейся Гражданской войны будущее советской власти оставалось под вопросом, и задачи мировой революции для большевистского руководства не были первоочередными.
Тем не менее Советской Россией, а впоследствии СССР, инспирировались и поддерживались антигосударственные движения в Эстонии начала 1920-х годов, кульминацией которых стал вооружённый мятеж 1 декабря 1924 года. После провала мятежа влияние СССР на внутриполитическую ситуацию в Эстонии резко снизилось, однако в меньших масштабах сохранялось, главным образом, опосредованно через Коммунистическую партию Эстонии. СССР поддерживал тесные отношения с будущим президентом Эстонии Константином Пятсом, который с 1924 года лоббировал советские интересы в Эстонии и получал в советском торговом представительстве зарплату консультанта, в 8 раз превосходившую зарплату депутата парламента.
До середины 1930-х годов власти СССР считали главным субъектом военной угрозы на западе Польшу, при этом Эстония и Латвия рассматривались как её потенциальные союзники. В Москве опасались возможного создания блока балтийских стран с участием Польши, Финляндии, Латвии и Эстонии. Участие Литвы из-за конфликта с Польшей по виленскому вопросу в таком блоке было невозможно. С приходом к власти в Германии нацистов в 1933 году и подписанием польско-немецкого договора в январе 1934 года ситуация изменилась. После этого СССР поддержал внешнеполитическое сближение Литвы, Латвии и Эстонии, а также продлил на 10 лет двусторонние договоры о ненападении со всеми тремя странами.
Отказ от претензий на восстановление контроля над принадлежавшими России до Первой мировой войны территориями был временным. Независимость балтийских государств рассматривалась в Кремле как неприемлемое явление, руководством СССР разрабатывались соответствующие военно-стратегические планы. Одновременно разрабатывались планы советизации этих стран после захвата территории, которыми занимался генерал Владимир Триандафиллов. Весь период существования независимой Эстонской Республики советское правительство использовало доступные ему возможности для подрывной деятельности против Эстонии.

## Провал системы коллективной безопасности в Европе

### Восточный пакт
Сразу после прихода к власти в Германии нацистов и выхода этой страны из Лиги Наций Советский Союз пытался создать в Европе систему коллективной безопасности. Одним из вариантов был проект Восточного пакта, продвигавшийся Францией и СССР с конца 1933 — начала 1934 года. Вначале предполагался договор с участием СССР, Чехословакии, Польши, Литвы, Латвии, Эстонии, Бельгии и Финляндии под гарантии Франции. В мае 1934 года министр иностранных дел Франции Луи Барту предложил включить в состав участников пакта Германию.
Германия, со своей стороны, считала, что этот проект — завуалированный франко-советский союз против неё. Польша также отказалась от участия в нём, следом за Германией и Польшей отказались Латвия и Эстония, а Финляндия вообще не ответила на советское предложение. Нейтральные страны также выразили свои сомнения. К 1935 году проект утратил шансы на реализацию.

### Начало передела Европы
12—13 марта 1938 года состоялся аншлюс Австрии. 1—10 октября 1938 года в соответствии с Мюнхенским соглашением Германия аннексировала Судетскую область, входившую в состав Чехословацкой республики. К захвату территорий присоединились Польша и Венгрия: одновременно с немецкими войсками, занимавшими Судеты, Польша ввела в Тешинскую область свою армию, а Венгрия оккупировала южные и восточные регионы Словакии. В марте 1939 года Гитлер предъявил ультиматум Литве о возврате аннексированного ею ранее Мемельского края. Литва была вынуждена передать этот регион Германии, заключив также договор о ненападении.
Все эти события заставили Францию и Великобританию в марте 1939 года вступить в переговоры с СССР в целях противодействия начавшейся немецкой экспансии. В проекте договора, предлагавшегося Советским Союзом, присутствовало понятие «косвенной агрессии», предполагавшее право СССР ввести войска в пограничные государства, если он сочтёт, что их политика направлена против СССР. Ранее, в марте 1938 года, советский военный атташе в Варшаве заявил, что если Польша вторгнется в Литву, а немцы займут Мемель, то советские войска вступят в Эстонию и Латвию. Это было расценено в прибалтийских столицах, а также в Лондоне и Париже как намерение оккупировать лимитрофы. Со своей стороны, прибалтийские государства заявили о своём нейтралитете и объявили, что всякие гарантии, данные им без их просьбы, будут рассматривать как акт агрессии. Как писал историк Михаил Семиряга, хотя граждане прибалтийских республик и были в то время недовольны своими правительствами, а некоторые были не против смены режима, в большинстве своём они хотели жить в независимых государствах, а не в составе СССР.

## Политика Эстонии
12 марта 1934 года Константин Пятс, будучи премьер-министром, совместно с Йоханом Лайдонером, который возглавлял эстонскую армию, совершили государственный переворот и установили авторитарный корпоративный режим, подобный итальянскому фашизму, португальскому Новому государству, австрофашизму и другим правым европейским диктатурам того времени; в СССР эстонское государство называли «фашистским». Пятс был объявлен «Президентом-Регентом Эстонии» (эст. Riigihoidja). Оппозиционные организации были запрещены, выборы отменены, полномочия парламента 5-го созыва, одобрившего действия Пятса и Лайдонера, продлены. 2 октября 1934 года распоряжением Пятса сессия парламента была закрыта и он больше не созывался, законодательная власть полностью перешла к диктатору. В марте 1935 года, в Эстонии была введена однопартийная система. Все политические партии были запрещены, вместо них была создана единственная правящая — «Патриотическая лига». Период диктатуры Пятса получил название «Эпоха безмолвия». При этом экономика страны успешно развивалась, жизненный уровень граждан рос, что обеспечило режиму поддержку большинства избирателей. Главная идея Пятса заключалась в организации нации и представления её в парламенте не конкурирующими партиями, а корпоративными «профессиональными палатами».
17 апреля 1939 года посланник Латвии в Эстонии Вилис Шуманис сообщал в латвийский МИД, что «в эти дни в Эстонии уравнена продолжительность военной службы и продлена для всех родов войск до 18 месяцев», а «в мае или июне в Эстонии предусмотрено продлить всеобщую военную службу на 2 года». Впрочем, оговаривалось, что, «по расчётам знатоков, нынешний состав частей вооружённых сил столь мал (в связи с годами мировой войны, когда рождаемость была очень ничтожна), что невозможно даже провести единовременную всеобщую мобилизацию из-за недостатка кадров».

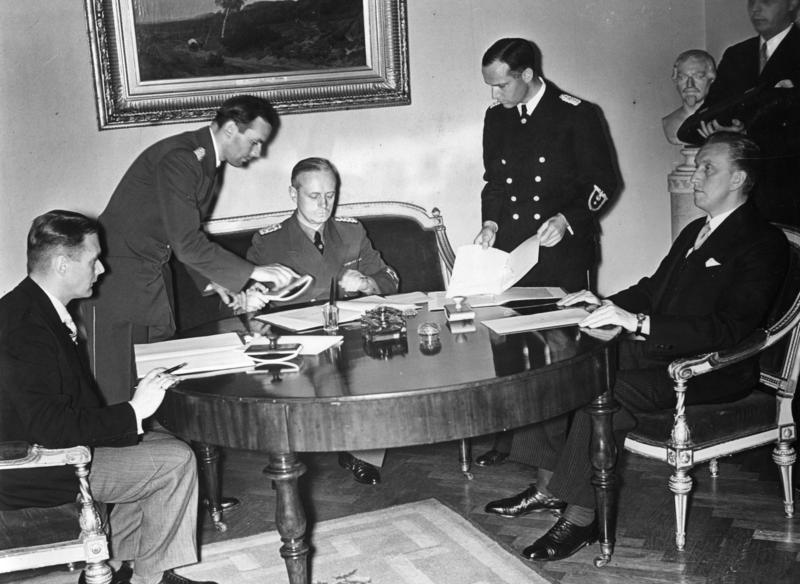
Подписание пактов о ненападении между Германией, Латвией и Эстонией. Справа налево: министры иностранных дел Латвии Вильгельм Мунтерс, Германии Иоахим фон Риббентроп и Эстонии Карл Сельтер

Соглашение о коллективной безопасности в Европе не было достигнуто из-за политики западных держав по умиротворению Германии и требований в СССР в отношении стран Восточной Европы. Из-за страха перед советской агрессией правительство Эстонии ориентировалось на Германию. 7 июня 1939 года в Берлине министр иностранных дел Эстонии Карл Сельтер и министр иностранных дел Германии Иоахим фон Риббентроп подписали Договор о ненападении. Срок договора составлял десять лет, с автоматическим возобновлением на новый десятилетний период, с одной лишь оговоркой, что договор потеряет силу в случае прекращения действия Договора о ненападении между Германией и Латвией, заключённого в тот же день. В случае нападения одной из сторон на третью договор оставался в силе. Договор сопровождался секретной клаузулой, согласно которой Эстония обязывалась принять «с согласия Германии все необходимые меры военной безопасности по отношению к Советской России», поскольку эстонское руководство считало, что именно нападение СССР представляет для Эстонии единственную опасность.
С началом Второй мировой войны Эстония столкнулась с экономическими проблемами, поскольку её экономика существенно зависела от британского рынка и валюты. Предприятия, работавшие на импортном сырье, стали останавливаться. Население скупало товары первой необходимости, цены выросли. Внешнеполитические возможности для малых стран в Европе резко сузились. В такой ситуации многие воспринимали налаживание отношений с СССР как приемлемую альтернативу.

## Советско-германский пакт

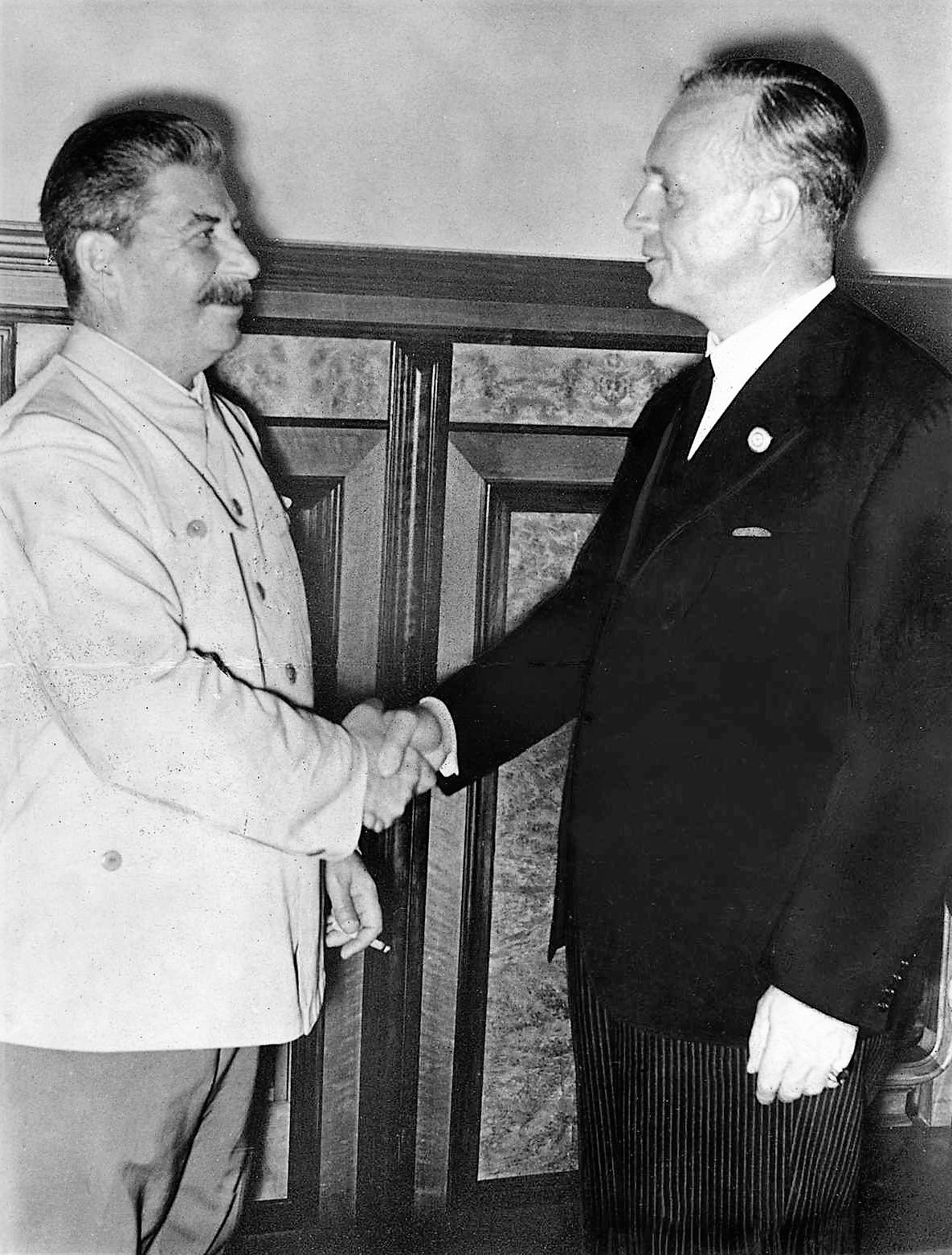
Сталин и Риббентроп после подписания Договора о ненападении между Германией и СССР

Одновременно с переговорами с Великобританией и Францией СССР зондировал возможность наладить отношения с Германией. В результате 23 августа 1939 года был подписан Договор о ненападении между Германией и Советским Союзом (т. н. пакт Молотова — Риббентропа). Германия и СССР сходились во мнении, что суверенитет малых государств, оказавшихся между двумя великими державами, подлежит ликвидации. Согласно секретному дополнительному протоколу о разграничении сфер обоюдных интересов в Восточной Европе на случай «территориально-политического переустройства», предусматривалось включение Эстонии, Латвии, Финляндии, Восточной Польши (Западной Украины и Западной Белоруссии) и Бессарабии в сферу интересов СССР. Аннексия Эстонии Советским Союзом считается следствием этого пакта.
Содержание секретных протоколов не удалось сохранить в тайне. Так, посол СССР в Эстонии Кузьма Никитин сообщал, что «эстонцы распространяют слух, что у СССР с Германией существуют помимо отпечатанного договора тайные пункты, по которым они собираются разделить Польшу и Прибалтику».
17 сентября 1939 года, когда польское правительство покинуло свою страну и советские войска перешли польскую границу, народный комиссар иностранных дел СССР Вячеслав Молотов в ноте дипломатическим представителям 24 государств, в том числе Латвии, Литвы, Эстонии и Финляндии, написал, что «в отношениях с ними СССР будет проводить политику нейтралитета».

## Навязывание договора о взаимопомощи
Слухи о возможном включении Эстонии в состав СССР после 23 августа 1939 года резко изменили тональность сообщений советского посла. Так, в одном из сообщений он назвал Эстонию «бывшей провинцией» России, которую СССР может потребовать обратно. С началом войны Никитин отмечал серьёзные экономические трудности Эстонии и утверждал, что сложилась благоприятная ситуация для давления на Эстонию в советских интересах.
Историк Елена Зубкова отмечает, что на переговорах о торговом соглашении между Вячеславом Молотовым и министром иностранных дел Эстонии Карлом Сельтером, которые начались 13 сентября, с 17 сентября произошёл резкий поворот: Молотов неожиданно заявил Сельтеру, что СССР «нужны выходы к Балтийскому морю». Зубкова полагает, что изменения были вызваны переходом в этот день Красной армией советско-польской границы. Эстония ответила отказом.
С началом Второй мировой войны Эстония объявила о своём нейтралитете, но в ходе военных действий произошёл ряд инцидентов, в которые оказались вовлечены и прибалтийские страны. Одним из них стал заход 15 сентября польской подводной лодки «Орёл» в Таллинский порт, где она была интернирована эстонскими властями, которые начали демонтаж её вооружения. Однако 17 сентября экипаж подлодки разоружил охранников и вывел её в море. Советский Союз заявил, что Эстония нарушила нейтралитет, предоставив убежище и помощь польской подводной лодке. 19 сентября Вячеслав Молотов от лица советского руководства возложил ответственность за это происшествие на Эстонию, заявив, что Балтийскому флоту поставлена задача отыскать подлодку, поскольку она может угрожать советскому судоходству. Это привело к фактическому установлению морской блокады эстонского побережья. Блокада сопровождалась вторжением советских кораблей в территориальные воды Эстонии и обстрелом её побережья.

24 сентября Сельтер вновь прибыл в Москву по приглашению правительства СССР. Однако после обсуждения торгового соглашения Молотов снова поднял вопрос о польской подводной лодке, заявив, что Эстония отремонтировала и вооружила лодку, тем самым нарушив нейтралитет в пользу Польши, и далее в ультимативной форме потребовал заключения пакта о взаимопомощи, который также «обеспечивал бы Советскому Союзу права иметь на территории Эстонии опорные пункты или базы для флота и авиации». Молотов заявил, что Советскому Союзу для укрепления безопасности необходим выход в Балтийское море: «Если Вы не пожелаете заключить с нами пакт о взаимопомощи, то нам придётся искать для гарантирования своей безопасности другие пути, может быть, более крутые, может быть, более сложные. Прошу Вас, не принуждайте нас применять силу в отношении Эстонии». В этот момент в переговоры включился Сталин — с откровенным давлением на Эстонию. На эстонской границе было сосредоточено 160 тысяч советских солдат, 700 орудий, 600 танков и 600 самолётов. Эстонская армия мирного времени составляла 16 тысяч солдат, 30 танков и 125 самолётов. 26 сентября нарком обороны СССР Климент Ворошилов издал приказ о готовности нанести 29 сентября «мощный и решительный удар по эстонским войскам». Приказ главнокомандующего Балтийским флотом Владимира Трибуца 29 сентября 1939 года гласил, что, если переговоры не завершатся успехом, Балтийский флот должен «уничтожить эстонский флот», сравнять с землёй Таллинскую и Кундаскую военно-морские базы, блокировать доступ чужих военных кораблей в Финский залив.
27 сентября советские власти заявили о потоплении в Нарвском заливе советского транспортного корабля «Металлист». В гибели корабля советское руководство обвинило Эстонию. По мнению современных историков, это событие было спланированной провокацией Советского Союза с целью оказать давление на Эстонию или, в случае отказа от базового соглашения, использовать инцидент как предлог для войны. Относительно гибели самого корабля существуют разные версии: потопление экипажем или другими советскими судами, а также версия, что он вообще не был потоплен.
Эстония стояла перед угрозой советского вторжения, её способность сопротивляться оценивалась в две недели. При этом Латвия уклонялась от выполнения союзнических обязательств, Финляндия заявила, что эстонские проблемы её не интересуют, а Германия посоветовала уступить советскому давлению. Хотя, по утверждению Марта Лаара, и в народе, и в армии была готовность к сопротивлению, президент Пятс принял решение подписать договор.

## Между подписанием договора и ультиматумом

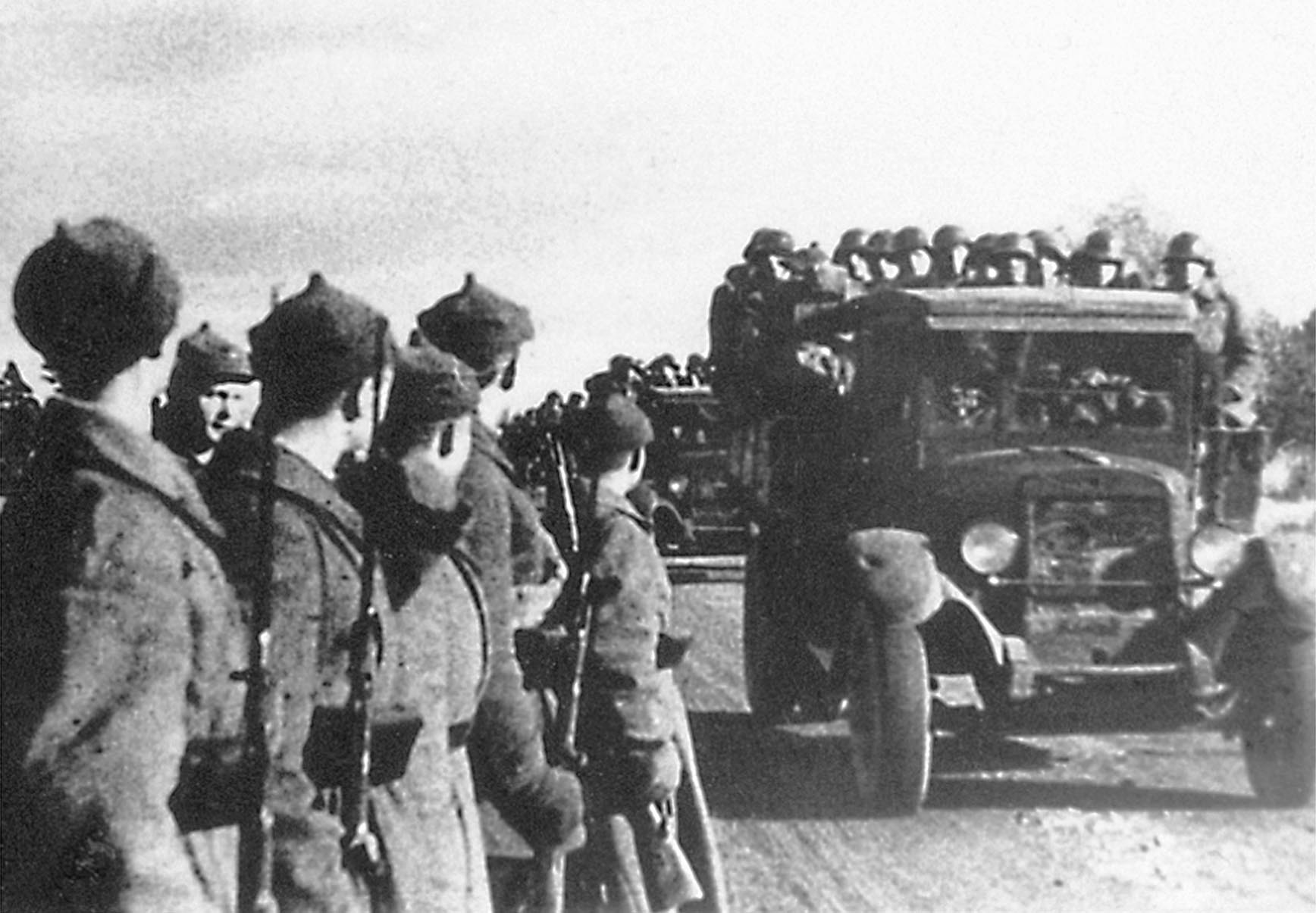
Красная армия входит на территорию Эстонии, 18 октября 1939 года

Согласно договору СССР получил право иметь на территории Эстонии военно-морские базы на островах Сааремаа, Хийумаа и в городе Палдиски, а также несколько аэродромов на правах аренды. В секретном протоколе к договору было указано, что СССР имеет право держать на этих базах до 25 тысяч военных. В Хаапсалу база создавалась на время войны и не более, чем на 2 года, а флот получил право на 2 года базироваться в портах Рохукюла и Таллина, пока строятся новые базы.
Попытка эстонских представителей в Москве затянуть переговоры и понизить правовой статус документов не увенчались успехом. Эстонская делегация безуспешно настаивала, чтобы базы сохранялись только на период войны, и пыталась сократить масштабы перемещения населения в связи с выделением территорий под военные базы. Советские войска перешли границу Эстонии 18 октября 1939 года. На территорию Эстонии были введены части 65-го Особого стрелкового корпуса и Особой группы войск ВВС общей численностью 21 347 человек, 283 танка, 54 бронеавтомобиля и 255 самолётов.
Исполнение договора вызвало большие трудности, поскольку он заключался в большой спешке и формулировки были крайне расплывчатыми, а условия — непроработанными. Сложности касались вопросов о пользовании путями сообщения, телефоном и телеграфом, заключении арендных договоров на землю и постройки. Долго решались вопросы с медицинским обеспечением военных и членов их семей, валютой денежного довольствия и другие. В соответствии с договором о правовом положении советских военных баз, заключённым между СССР и Эстонией 15 мая 1940 года, советской стороне передавались новые обширные территории. Кроме города Палдиски и трёх островов советским военным передавалось ещё почти сто населённых пунктов. Эстонская сторона требовала компенсации собственникам за потерянное имущество и доходы, а советская сторона игнорировала эти требования как «буржуазно-капиталистические».
Зимой, во время войны СССР с Финляндией, советская авиация, которая базировалась на эстонских аэродромах, принимала участие в бомбардировках финских городов. Эстонские историки считают это нарушением нейтрального статуса Эстонии, российский историк Сергей Ковалёв утверждает, что в связи с приданием советским базам «внеземельного статуса» использование территории Эстонии для военных действий против Финляндии не рассматривалось руководством Эстонии как нарушение советско-эстонского договора. Вопреки запрету правительства, некоторое количество эстонских добровольцев отправились в Финляндию сражаться против СССР.
1 апреля 1940 года в Германии были изданы географические карты, на которых территории Литвы, Латвии и Эстонии были включены в состав СССР.

## Советский ультиматум и ввод войск

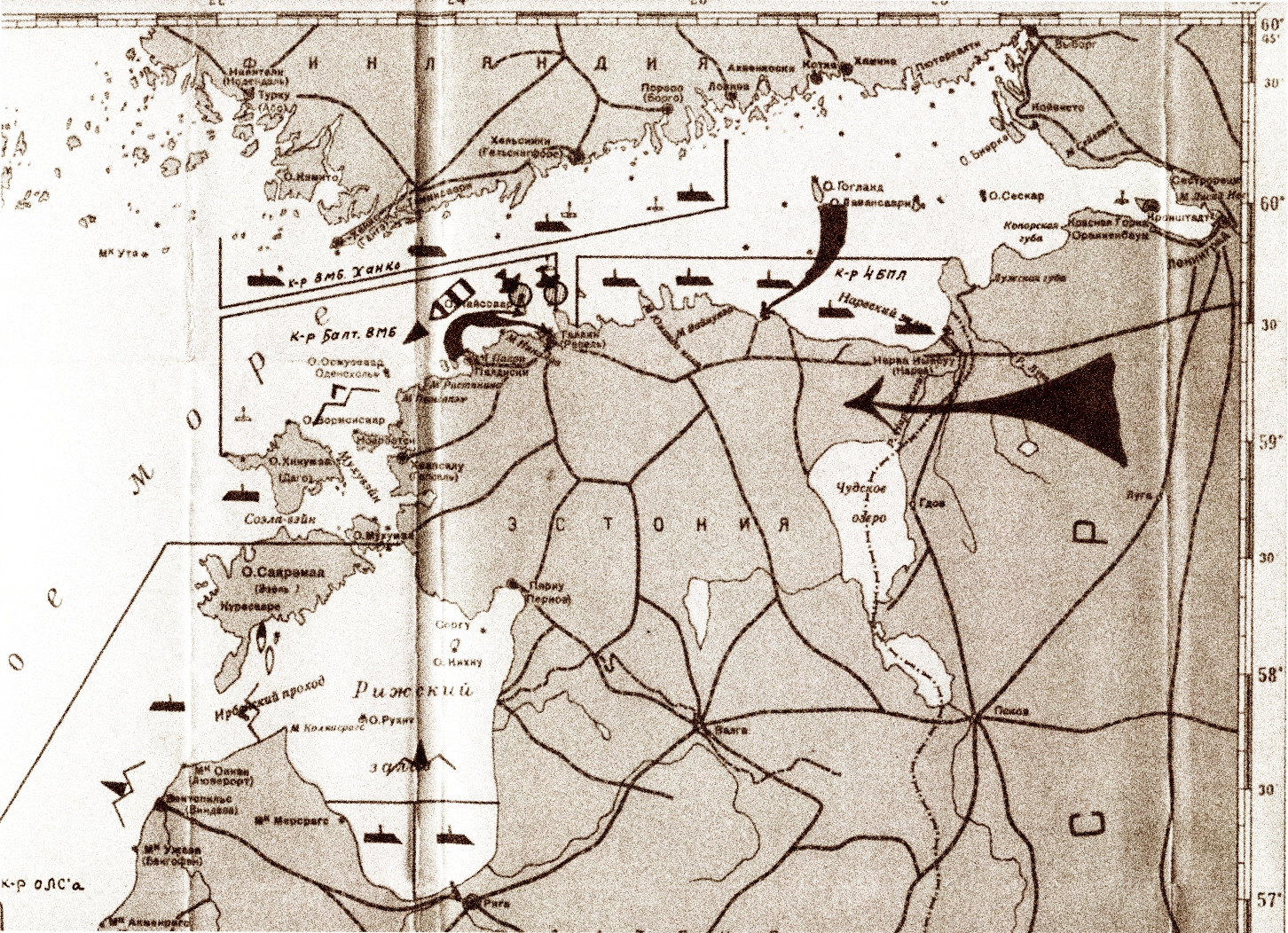
План блокады побережья Эстонии советским Балтийским флотом под кодовым названием «Вулкан»

Первое время СССР не вмешивался во внутренние дела Эстонии. Советскому посольству рекомендовали не поощрять местных коммунистов, жаждавших немедленной советизации. Однако после нападения Германии на Данию и Норвегию, захвата стран Бенилюкса и крупных военных успехов во Франции политика Кремля существенно изменилась, и было решено окончательно завершить балтийский вопрос присоединением этих стран к СССР. Летом 1940 года СССР выдвинул обвинения в неисполнении пакта эстонским правительством.
Первые официальные претензии советского правительства были предъявлены Литве. 30 мая в советских газетах было опубликовано «Сообщение НКИД СССР о провокационных действиях литовских властей». Обвинения в соучастии в исчезновении нескольких красноармейцев не имели никаких доказательств, более того, литовские власти старались сделать всё, чтобы не раздражать советское руководство, и прилагали все усилия для возвращения дезертиров, но обвинения были лишь поводом для последовавшего ультиматума. Претензии в адрес Эстонии появились ещё раньше, но это было не официальное заявление, а статья в газете «Правда» от 28 мая. В этой статье Эстония тоже обвинялась в нарушении договора с СССР и делались заявления, что эстонская интеллигенция настроена проанглийски и антигермански. В стремлении угодить СССР полиция Эстонии была вынуждена расследовать распространение в стране антигитлеровских анекдотов.
3 июня все советские войска в Прибалтике были выведены из состава округов и поставлены в прямое подчинение наркома обороны Семёна Тимошенко. 10 июня на советских базах в Эстонии была объявлена боевая готовность. 9 июня Балтийский флот был передан в оперативное подчинение Ленинградского военного округа. 14 июня была объявлена военная и морская блокада Прибалтики, в этот же день советские самолёты сбили над Финским заливом вылетевший из Таллина самолёт финской авиакомпании.
16 июня Молотов вручил эстонскому послу ультимативную ноту, в которой требовал немедленного ввода в Эстонию дополнительного контингента советских войск (2—3 корпуса) и формирования нового правительства с участием советских представителей. Обсуждать смягчение условий ультиматума Молотов отказался и дал время на ответ до конца текущих суток. Главное обвинение в ноте сводилось к тому, что правительства Эстонии и Латвии якобы нарушили пакт о ненападении 1932 года и пакт о взаимной помощи 1939 года, включив в эстоно-латвийский военный союз Литву, что будто бы явствует из созыва конференций министров иностранных дел этих государств в декабре 1939 и марте 1940 года. Реальных фактов антисоветской деятельности «Балтийской Антанты», в которой Молотов обвинял Эстонию, Латвию и Литву, исследователями не найдено.
Лидер демократической оппозиции Яан Тыниссон призвал к оказанию хотя бы символического сопротивления. Тыну Таннберг и Энн Тарвель считают, что в армейских кругах Эстонии, особенно среди молодых офицеров, существовала готовность к сопротивлению агрессии и защите независимости, однако правительство предпочло сдаться. Президент Константин Пятс и главнокомандующий вооружёнными силами Эстонии генерал Йохан Лайдонер приняли ультиматум. Власти считали сопротивление бессмысленным. Во-первых, крупная советская группировка уже находилась внутри Эстонии, во-вторых, после советско-финской войны в Эстонии считали, что огромные потери финнов в этой войне были напрасными. Угнетающе подействовало на лидеров Эстонии также поражение Франции. О «Балтийской Антанте», претензии в создании которой выдвигал СССР, никто даже не вспоминал.
В 8 часов утра 17 июня 1940 года Йохан Лайдонер и командующий Ленинградским военным округом генерал армии Кирилл Мерецков подписали в Нарве документ, согласно которому Красная армия получила право войти на территорию Эстонской Республики, занимать по своему усмотрению военные объекты, создавать собственные комендатуры и другие подразделения. В реальности войска СССР в количестве 90 тысяч солдат вошли на территорию Эстонии из Ленинградского военного округа за 2 часа до вступления в силу этого документа. Одновременно на рейде Таллина встали корабли Балтийского флота и был высажен морской десант. Советскими военными властями были запрещены народные собрания, у населения в течение 24 часов было изъято оружие. Последняя мера была направлена в первую очередь на разоружение добровольческого военизированного общества «Кайтселийт». Начальник военно-морской группы контр-адмирал Степан Кучеров потребовал от помощника военного министра Эстонской республики генерал-майора Августа Траксмаа в течение 48 часов передать в распоряжение Красной армии целый ряд военных и гражданских объектов и ресурсов, включая всю артиллерию ПВО.
Историки отмечают, что несмотря на принятие ультиматума, ввод войск проводился в режиме военной операции, а до начала вторжения части НКВД получили приказ и были готовы к приёму 50—70 тысяч военнопленных.

## Смена правительства и выборы в парламент
Инструктируя в ночь с 15 на 16 июня советских представителей, отправлявшихся в балтийские страны, заместитель наркома внутренних дел Владимир Деканозов сказал:

… если рабочие Прибалтийских стран выразят пожелание, чтобы новые правительства назывались советскими и социалистическими, товарищ Сталин сказал, что он не будет возражать против этих требований.

Уже в день ввода войск нарком обороны СССР Семён Тимошенко направил Сталину и Молотову докладную записку, в которой, в частности, предлагалось:
- в каждую из занятых республик ввести в первую очередь по одному полку НКВД;
- как можно скорее решить вопрос «с правительством» (кавычки С. Тимошенко) занятых республик;
- приступить к разоружению и расформированию армий, разоружению населения, полиции, военизированных формирований;
- решительно приступить к советизации занятых республик.

18 июня советник советского посольства Бочкарёв назвал имена первых членов нового просоветского правительства Эстонии. Последующими событиями руководил уполномоченный ЦК ВКП(б) по Эстонии Андрей Жданов, прибывший в Таллин 19 июня.
С 17 по 21 июня в Таллине и Тарту состоялось несколько спорадических акций сопротивления (в том числе с участием членов «Кайтселийта»), во время которых полиция пыталась противодействовать демонстрациям и беспорядкам, организованным левыми. Однако 21 июня под руководством представителей СССР и под охраной Красной армии в Таллине и ещё одиннадцати городах состоялись демонстрации с требованиями отставки эстонского правительства и улучшения уровня жизни. Колонну демонстрантов, следовавших к президентскому дворцу в Кадриорге, сопровождали советские броневики.
В этот же день Жданов продиктовал Пятсу состав нового кабинета во главе с поэтом Йоханнесом Варесом (Барбарусом), придерживавшимся левых взглядов и вскоре вступившим в компартию. Фактически руководство страной осуществлялось посольством СССР. Были проведены чистки в государственном аппарате, в первую очередь — в силовых структурах. Из Ленинграда в Таллин прибыли сотрудники НКВД. Начались аресты и депортация граждан Эстонской республики, в том числе активно настроенных против советского режима.
С самого начала новое правительство не собиралось соблюдать действующее законодательство страны. Ставший министром просвещения Иоганнес Семпер с презрением и иронией писал о призыве Пятса к этому правительству строго придерживаться конституции и действовать только в её пределах. Правительство по существу не имело никакой власти и лишь выполняло указания советских уполномоченных. Все — даже второстепенные — вопросы решались уже в Москве. В первые дни после своего создания правительство при активной поддержке советских эмиссаров установило контроль над вооружёнными силами и полицией. Генерал Лайдонер и ряд других высших офицеров были смещены с должностей, были введены должности политических руководителей военного министерства (им стал коммунист с многолетним стажем Пауль Кеэдро), родов войск и подразделений и ряд других мер. Функции начальника внутренней безопасности были возложены на Харальда Хабермана, который, по его воспоминаниям, получал основные директивы от Жданова, а конкретные указания — от советского советника Шкурина и представителя компартии Хермана Арбона, деятельность которых не афишировалась. Советские уполномоченные и новые власти одновременно жёстко подчинили себе часть государственного аппарата, что позволило им установить полное господство над внутриполитической жизнью Эстонии.

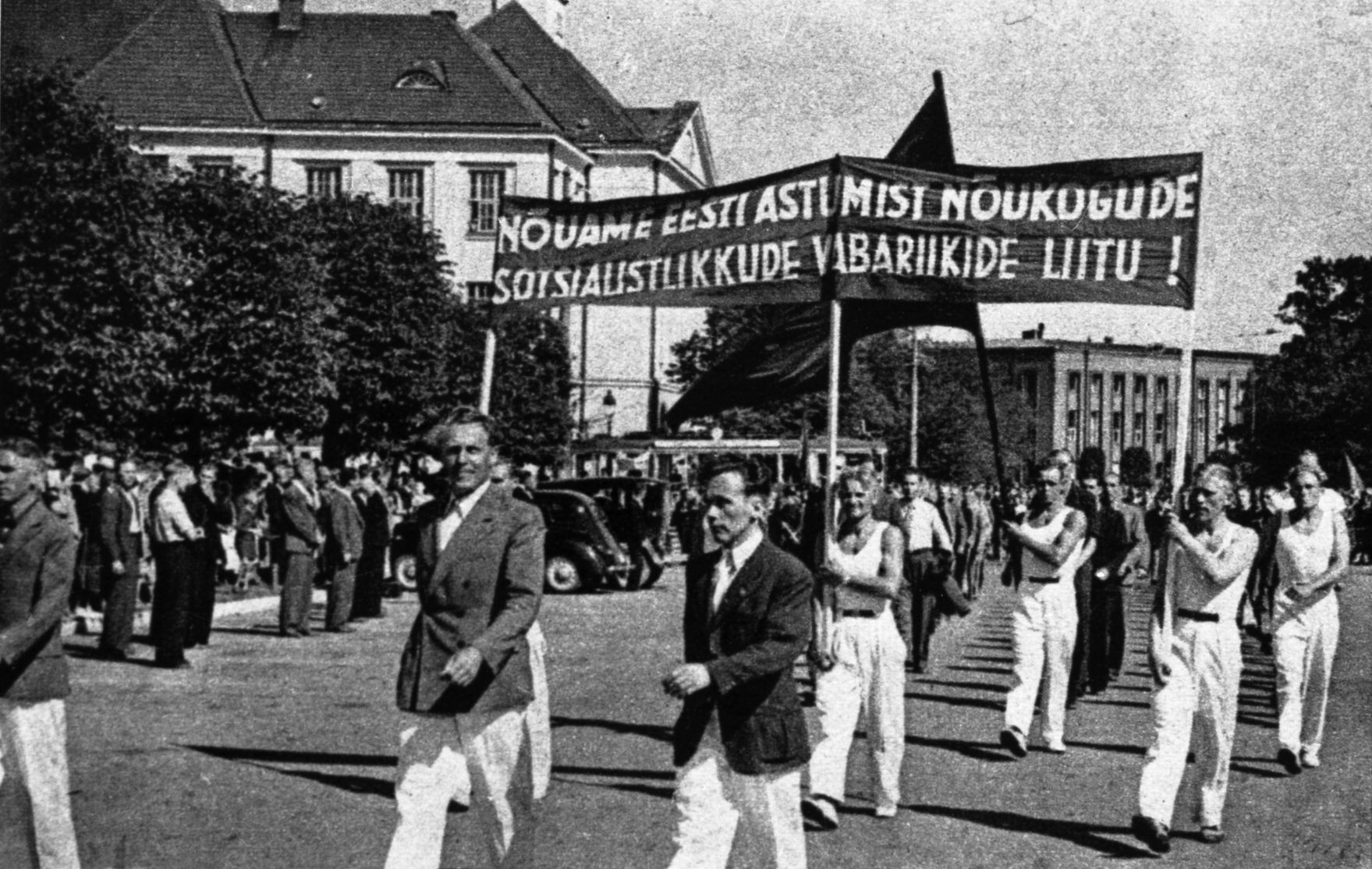
Просоветская демонстрация 17 июля 1940 года в Таллине (плакат: «Требуем вступления Эстонии в Союз Советских Социалистических Республик!»)

Вслед за формированием подконтрольного СССР правительства Жданов распорядился в девятидневный срок провести выборы в нижнюю палату парламента. 5 июля Пятс принял указ о проведении внеочередных выборов. Выборы прошли с нарушениями действующих законов, в том числе конституции. Новое правительство в течение этих дней дважды (5 и 9 июля) меняло избирательное законодательство. В частности, была значительно увеличена роль правительства в формировании избирательных комиссий (это было использовано для включения в их состав коммунистов и их союзников), отменены право обжаловать решения избирательных комиссий в суде и запрет на проведение выборов с одним кандидатом. При этом согласно статье 99 Конституции президент Эстонии и правительство не имели права издавать нормативные акты, изменяющие законы о выборах.
Выборы состоялись 14 июля 1940 года. Всем участникам голосования ставилась специальная отметка в паспорт. Тайное голосование отсутствовало, поскольку бюллетень опускал в урну не избиратель, а член комиссии.
По официальным данным в них приняло участие 591 030 граждан, или 84,1 % от общего числа избирателей. За кандидатов «Союза трудового народа Эстонии» (кандидатов других партий не регистрировали) проголосовало 548 631 человек, или 92,8 % от числа голосовавших. В современных источниках указывается, что эти данные были фальсифицированы.
Историки Индрек Паавле и Тоомас Хийо характеризуют новый парламент как «марионеточный». Елена Зубкова называет июньские события в Прибалтике «имитацией „народных революций“ под присмотром советских эмиссаров».

## Включение Эстонии в состав СССР

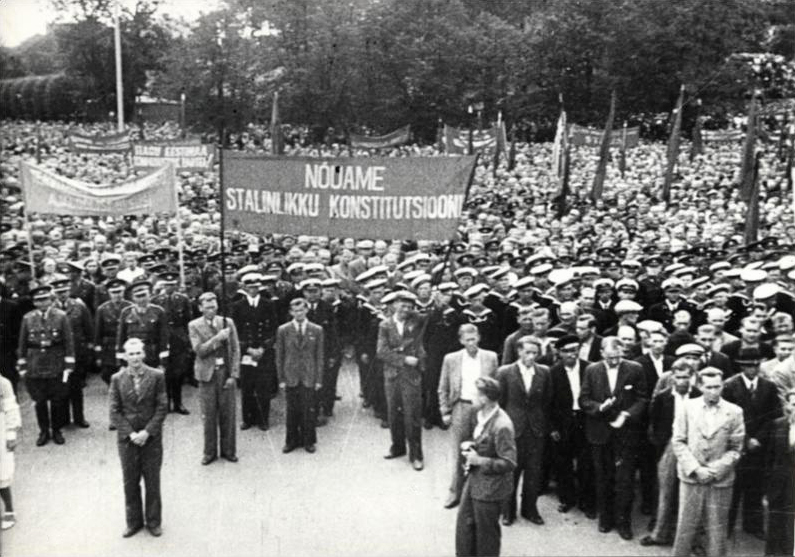
Митинг 24 июля 1940 года на площади Победы в Таллине в честь провозглашения Эстонской ССР (плакат: «Требуем Сталинскую конституцию!»)

Часть левых интеллектуалов, которые вошли в новое правительство, были искренне убеждены, что Эстония будет находиться в теснейшем союзе с СССР, но сохранит свою независимость. Они полагали, что это будет статус, близкий к монгольскому. Для советского тоталитарного режима все эти варианты были неприемлемы. Однако на каком-то этапе советские представители не опровергали этих иллюзий, используя левые круги в своих целях. «Сталин обманывал и более мудрых, более опытных деятелей, чем были мы, эстонские коммунисты. Мы были обмануты и обманывали народ, но делали это не сознательно, не преднамеренно», — признавала впоследствии Ольга Лауристин, чья подпись, как секретаря парламента, стояла под «Декларацией о вхождении Эстонии в состав СССР».
До выборов советские власти категорически отрицали планы о включении Эстонии в состав СССР, в предвыборной платформе «Союза трудового народа» это положение отсутствовало. При этом ещё 30 июня нарком обороны Тимошенко представил в Генштаб проект дислокации Красной армии, составленный с учётом создания Прибалтийского военного округа, а 11 июля приказал сформировать управление округа с дислокацией в Риге и включить войска, расположенные в Эстонии, в состав Ленинградского военного округа. 15 июля тональность советской пропаганды резко изменилась и был взят открытый курс на аннексию Эстонии.
21 июля первая сессия Государственной думы нового созыва в присутствии в парламенте вооружённых советских солдат и в нарушение конституционной процедуры приняла решение об установлении в стране советской власти и образовании Эстонской Советской Социалистической Республики. 22 июля была принята декларация о вступлении Эстонии в состав СССР. Государственная дума обратилась с соответствующей просьбой к Верховному Совету СССР. В тот же день президент Константин Пятс подал прошение об освобождении его от полномочий президента, которое было удовлетворено. Полномочия президента, в соответствии с Конституцией, перешли к премьер-министру. 30 июля Пятс был депортирован в Россию.
6 августа 1940 года VII сессия Верховного Совета СССР приняла постановление о принятии в состав СССР Эстонской ССР.
Эстонская армия была переформирована в 22-й стрелковый корпус (двухдивизионного состава), на пост его командующего был назначен генерал-майор Густав Йонсон, бывший командующий вооружёнными силами Эстонской Республики (после нападения Германии на СССР был репрессирован).

## Советизация и сопротивление

### До немецкой оккупации
С официальным включением Эстонии в состав СССР началась её советизация — преобразование общественной, экономической и культурной жизни Эстонии на советский лад. С 21 июня по 25 августа 1940 года были ликвидированы государственные органы, полиция, армия, финансовая и экономическая системы Эстонской Республики, началась реорганизация образовательных учреждений по советскому образцу, общественные организации были распущены. В июле началась земельная реформа, осенью вместо эстонской кроны был введён в обращение советский рубль. Всё это стало причиной резкого падения жизненного уровня рабочих и служащих, что даже вызвало забастовки. Крестьян обязали сдавать продукцию государству по заниженным ценам, развернулась национализация земли, промышленных предприятий и домовладений. 25 сентября 1940 года в Эстонии был создан первый колхоз.

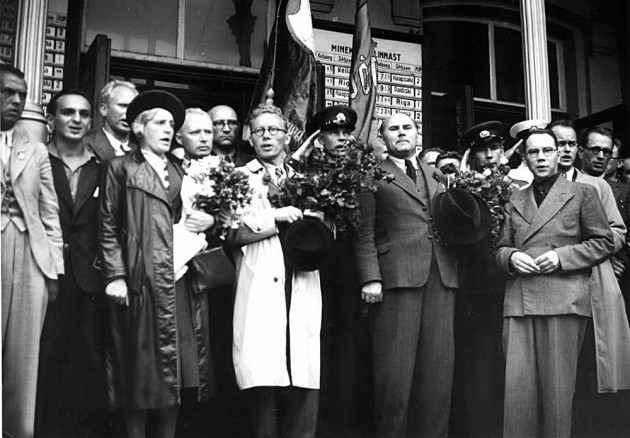
Возвращение делегации Рийгиволикогу из Москвы в Таллин 14 августа 1940 года. В центре в светлом плаще Йоханнес Лауристин, рядом со шляпой в руках Йоханнес Барбарус (Варес)

22 августа 1940 года постановлением Политбюро ЦК ВКП(б) был утверждён новый состав руководства Эстонии. На этот раз власть была передана в руки коммунистов. Главой правительства был назначен Йоханнес Лауристин. Учитывая ничтожную численность эстонских коммунистов (около 200 человек), Москвой была поставлена задача фактически заново создать компартию в республике. Для этого из имеющихся активистов назначили партийных руководителей и ввели упрощённый приём в члены партии. В январе 1941 года Президиум Верховного Совета Эстонской ССР своим решением назначил персональный состав исполнительных комитетов Советов рабочих депутатов в уездных, городских и сельских советах, не проводя даже формальных выборов в эти советы.
В Эстонии имели место и попытки сопротивления. Так, после выборов в Верховный Совет был сформирован нелегальный Комитет спасения во главе с адвокатом Уло Марамаа, подразделения которого действовали в шести из одиннадцати регионов Эстонии. Началась подготовка к организации вооружённого восстания на случай войны и отступления Красной армии, были налажены контакты с финскими спецслужбами (на заседаниях комитета обсуждалась идея эстонско-финской федерации) и, в меньшей степени, немецкими дипломатами. Однако в конце 1940 года советские спецслужбы разгромили центр организации. В меньшем масштабе контакты с финскими спецслужбами продолжались и далее; так, с марта 1941 года ими готовилась группа эстонских разведчиков. Существовали и другие подпольные организации, однако их деятельность носила, как правило, локальный характер и ограничивалась сбором и распространением информации. Исключение составляли группа при Музее здравоохранения (организованная в сентябре 1940 года в Тарту сотрудниками музея, в том числе его директором и секретарём, и студентами Тартуского университета) и группы бывших членов «Кайтселийта» в Вырумаа (организованные в октябре 1940 года и насчитывавшие к лету 1941 года 30 ячеек с 430 членами). Особенно пополнилось подполье после депортации 14 июня 1941 года, когда многие действующие и потенциальные члены антисоветского сопротивления укрылись в лесах. Сопротивление принимало и символические формы: так, 24 февраля 1941 года, в День независимости Эстонии, по всей стране вывешивались национальные флаги, а к местам уничтоженных монументов Войны за независимость возлагались цветы.
Некоторые слои населения поддержали вторжение Краской армии и последующую советизацию. Это был промышленный пролетариат, жизненный уровень которого был невысоким, особенно после начала Второй мировой войны и ухудшения социально-экономического положения. Национальные противоречия и авторитарная диктатура способствовали поддержке советизации среди русского меньшинства и идеализировавшей СССР части интеллигенции. Однако, как отмечал историк Константин Худолей, эти группы составляли явное меньшинство населения, а после установления советского режима многие из них разочаровались в своих ожиданиях. Худолей считает, что революционной ситуации в 1940 году не было, решающим фактором коренной ломки государственного и социально-экономического строя было прямое советское вмешательство, события определялись именно политикой СССР по насаждению советских порядков, а не внутренним состоянием дел в Эстонии.
Диктатуры балтийских стран в 1930-е годы, в том числе диктатура Пятса, рассматривались самими диктаторами и их сторонниками как гарантия независимости. Однако историк Юлия Кантор считает, что это было скорее уязвимостью. Коммунистам было достаточно заменить одних авторитарных руководителей на других и не было необходимости бороться с парламентской демократией. Склонность авторитарных режимов к контролю за экономикой облегчила внедрение планового хозяйства.
Последствия советизации оказали существенное влияние на отношение эстонцев к немецкой оккупации. Несмотря на непростые исторические взаимоотношения между эстонцами и балтийскими немцами, многие эстонцы приветствовали вторжение Германии в СССР в июне 1941 года.

### После немецкой оккупации
После окончания немецкой оккупации перед возвратом Красной армии около 30 000 балтийских шведов и эстонцев бежали из Эстонии морем в Швецию и 33 000 — в Германию. После восстановления контроля СССР над территорией Эстонии политика советизации была продолжена. Были воссозданы органы коммунистической партии и советской власти. В 1944—1950 годах все органы местного самоуправления были распущены и повсюду заменены административными органами по советскому образцу. Завершилась начатая до войны национализация: частный сектор в промышленности был ликвидирован в 1945 году, в торговле — в 1947-м. С 1947 года началась коллективизация сельского хозяйства, к концу 1950 года в Эстонии было 2213 колхозов. С 1950 года началось слияние малых колхозов в крупные социалистические хозяйства. Экономика Эстонии во всё большей мере интегрировалась в экономику СССР через поставки сырья и комплектующих изделий. Одним из мероприятий властей по привлечению симпатий местного населения была выдача паспортов всем жителям Прибалтики в 1947 году, в том числе в Эстонии, — на 25 лет раньше, чем в России и других регионах СССР. Елена Зубкова отмечает, что на первом этапе послевоенной советизации (до 1947 года) Москва стремилась избегать наиболее жёстких методов обеспечения влияния в Прибалтике и Восточной Европе. После 1947 года был взят курс на унификацию политических режимов по советскому образцу без учёта местной специфики, что вызвало усиление сопротивления этой политике и массовые репрессии против недовольных. Осуществлялась массовая иммиграция из России и других частей СССР, в результате чего доля коренного населения снизилась с 90 % до 60 %.
Насильственная коллективизация, возвращение советского террора и стремление к восстановлению независимости Эстонии спровоцировали вооружённое сопротивление против советской власти, получившее название «лесные братья» (эст. metsavennad); это сопротивление было окончательно подавлено в 1953 году. Численность партизан составляла до 10 тысяч (по некоторым оценкам до 15 тысяч) человек, а с учётом ротации в вооружённом сопротивлении приняли участие около 30 тысяч эстонцев.
Москва не доверяла местным кадрам, и поэтому в Эстонию на руководящую работу в массовом порядке были направлены коммунисты из России, в том числе этнические эстонцы, чьи семьи переехали в Россию до 1920 года. В мае 1945 года из 78 сотрудников ЦК КПЭ 61 не были уроженцами Эстонии. Из членов компартии Эстонии в 1946 году 52 % составляли русские, 21 % — российские эстонцы и лишь 17 % — местные эстонцы. К 1949 году местные уроженцы составляли менее трети членов компартии Эстонии.
В итоге в Эстонии, как и во всех бывших странах Балтии и ранее в других республиках СССР, произошла полная смена элит. Старые элиты были заменены выходцами из социальных низов, причём чистки по классовому принципу коснулись не только государственного аппарата и сферы политики, но и интеллигенции, включая студенчество. Это привело к резкому снижению качества принимаемых решений, процветанию дилетантизма и невежества.

## Репрессии

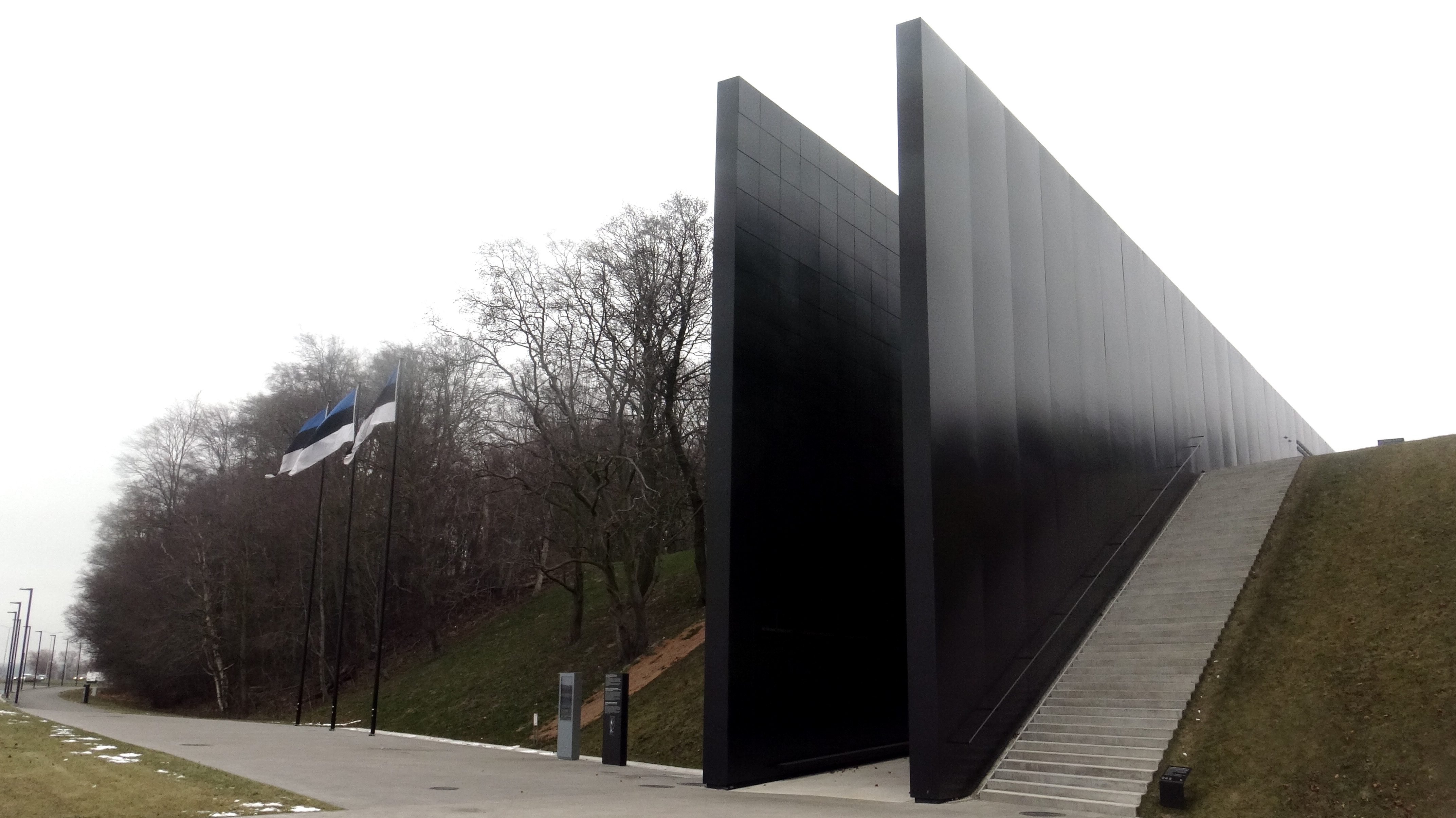
Мемориал жертвам репрессий в Маарьямяэ

Установление советской власти в Эстонии сопровождалось массовыми репрессиями. 6 ноября 1940 года Президиум Верховного Совета СССР принял указ, в соответствии с которым за преступления, совершённые на территории стран Прибалтики до их вхождения в состав СССР, надлежало судить по законам РСФСР. Таким образом, закон получил обратную силу. При этом цифры репрессированных до начала войны в разных источниках расходятся от 20 (см. детали ниже) до 60 тысяч человек.
До лета 1941 года были арестованы и большей частью заключены в советские тюрьмы и высланы в лагеря около 9400 человек. Из числа арестованных в 1940 году по крайней мере 250 человек были казнены и не менее 500 умерли в заключении; из арестованных в 1941 году более 1600 были казнены и почти 4000 умерли в заключении. Из 11 высших руководителей Эстонии (глав государства и правительства) за период с 1918 по 1940 годы после советской аннексии выжил только бежавший в Швецию Август Рей. Отто Штрандман застрелился до ареста, трое были казнены, остальные умерли в заключении. Также было арестовано 2⁄3 бывших министров, половина депутатов парламента и членов Верховного суда, высших госчиновников и уездных старейшин. Из 65 бывших министров, оставшихся в Эстонии, репрессий избежали только трое. В отчёте командира германской службы безопасности, предназначенном не для пропаганды, а для внутреннего пользования, говорится о 623 жителях Эстонии, казнённых НКВД. В списке граждан Эстонии (основанном на материалах Эстонского государственного архива), расстрелянных по приговору советских военных трибуналов в 1940—1941 годах, значатся 324 человека, из них 184 были расстреляны до 22 июня 1941 года. Национальный состав казнённых распределяется следующим образом: 138 эстонцев (75 %) и 46 русских (25 %).
В июне 1941 года прошла крупнейшая довоенная репрессивная акция. Депортировать намечалось 14 471 человека, которых НКВД считало политически неблагонадёжными. По оценке британских историков Джона Хайдена и Патрика Салмона, подлежащие высылке категории «врагов народа» включали практически всех общественно активных граждан. На практике было депортировано по разным данным 9156—10 016 человек. В память об этой депортации в Таллине создан Мемориальный ансамбль Маарьямяэ.
Депортируемые разделялись на две категории: арестованных, которых направили в Старобельский и Юхновский лагеря (а затем в сибирские лагеря ГУЛАГа), и ссыльных, которых отправили в Новосибирскую и Кировскую области. В лагерях подавляющее большинство депортированных мужчин погибли. Как пишет историк Пеару Кууск, к весне 1942 года из 3500 мужчин, отправленных в лагеря, в живых осталось всего 200. По данным Эстонского бюро регистра репрессированных, среди ссыльных число погибших составило 33,1 % (2333 человека). По данным историка Пеэпа Варью (эст. Peep Varju), судьба 9300 депортированных в 1941—1956 годах сложилась следующим образом: погибли — 3873 человека, без вести пропали — 611, с неясной судьбой — 110, бежали — 75, освобождены — 4631 человека. В целом разброс числа погибших от репрессий в этот период по данным эстонских историков составляет от 3873 до 4594 со средней смертностью среди заключённых и ссыльных около 30 %.
После окончания войны репрессии продолжились. С 25 марта 1949 года 7552 семьи общим числом по разным данным 20 660—20 702 человек в течение нескольких дней были арестованы и высланы в отдалённые районы Сибири. Депортация была проведена для того, чтобы завершить коллективизацию и лишить поддержки местное сопротивление. Имущество депортируемых подлежало конфискации. В 1949 году на поселениях погибло примерно 15 % депортированных. Всего в период с 1945 по 1953 год было депортировано около 80 000 эстонцев.
В ходе подготовки к мартовскому пленуму Коммунистической партии Эстонии в 1950 году и после него значительная часть руководящих коммунистических кадров, проживавших в Эстонии до 1940 года, была снята со своих постов, а многие арестованы и репрессированы в ходе кампании по борьбе с «буржуазным национализмом». Бывший министр Августин Хансен был приговорён к смерти и казнён в 1952 году. Кампания затронула также сферу культуры.
В 1995 году, после восстановления независимости Эстонии, её парламент выступил с декларацией, в которой сталинские депортации признавались преступлением против человечества. Восемь участников депортации 1949 года, бывшие офицеры советской госбезопасности, предстали перед судом и были осуждены по статье 61-1 § 1 Уголовного кодекса Эстонии.

## Оценки и последствия
В советской историографии описанные события расценивались как народная социалистическая революция, подготовленная и проведённая Коммунистической партией Эстонии. Результатом стало, согласно этой трактовке, восстановление советской власти и добровольное вступление в Советский Союз. Роль советского вмешательства всячески преуменьшалась. Так, в Советской исторической энциклопедии не упоминается ультиматум 16 июня 1940 года, ввод войск и действия советских представителей. Вместо этого написано о недовольстве широких масс трудящихся политикой правительства, что якобы привело к революционной ситуации.
Лишь в принятом в декабре 1989 года II Съездом народных депутатов СССР постановлении «О политической и правовой оценке советско-германского договора о ненападении от 1939 г.» появились элементы критики внешней политики СССР того периода, в том числе и в отношении балтийских государств. Так, в нём признавалось, что советско-германские секретные протоколы и договорённости 1939—1941 годов о разграничении сфер интересов «находились с юридической точки зрения в противоречии с суверенитетом и независимостью ряда третьих стран» и что «протоколы не создавали новой правовой базы для взаимоотношений Советского Союза с третьими странами, но были использованы Сталиным и его окружением для предъявления ультиматумов и силового давления на другие государства и нарушения взятых перед ними правовых обязательств».
Несмотря на вхождение Эстонии в состав Советского Союза, некоторые государства (США, Великобритания, Канада, Австралия, Швейцария, Ирландия, Ватикан, Турция и другие) продолжали де-юре признавать Эстонскую Республику как независимое государство. Однако постепенно её иностранные представительства были закрыты; к концу 1980-х годов осталась только миссия в Нью-Йорке, уцелевшая благодаря наличию финансирования из активов Эстонской Республики. В 1950 году власти США разрешили прибалтийским (в том числе эстонскому) диппредставительствам пользоваться процентами этих активов. В начальный период после восстановления независимости в 1991 году эстонское дипломатическое представительство играло важную роль в восстановлении связей между воссозданной Эстонской Республикой и её союзниками среди стран Запада. США, Ватикан и Ирландия, в отличие от Великобритании, отказались признавать включение стран Балтии в СССР не только де-юре, но и де-факто. 23 июля 1940 года была опубликована так называемая «Декларация Уэллеса», в которой было заявлено официальное непризнание аннексии стран Балтии. Эту оценку США неоднократно повторяли впоследствии. Президент США Джеральд Форд при подписании в 1975 году Хельсинкских соглашений также подтвердил, что признание нерушимости послевоенных границ в Европе не меняет позицию США в отношении стран Балтии. В Великобритании власти заморозили золотой запас Эстонской Республики (4,48 тонн золота) и вернули его Эстонии только по соглашению 1992 года.
В 1943 году в период немецкой оккупации была предпринята тайная попытка воссоздания эстонского правительства. В целях правопреемственности с последним правительством независимой Эстонии кабинет министров возглавил Юри Улуотс. 18 сентября 1944 года Улуотс, больной раком, назначил Отто Тийфа заместителем премьер-министра и сформировал правительство из 11 человек, среди которых был Аугуст Рей, будущий президент в изгнании. Улуотс уехал из Эстонии в Швецию 20 сентября 1944 года и там умер. Возглавивший правительство Тийф попытался восстановить независимую Эстонию, однако подчинявшиеся ему военные во главе с адмиралом Йоханом Питкой были слишком малочисленны, чтобы противостоять немцам или наступающей Красной армии. Члены правительства бежали за границу, Тийф был арестован советскими властями. В итоге в 1953 году за пределами СССР было сформировало два конкурирующих правительства в изгнании: во главе с Аугустом Реем и во главе с Альфредом Маурером. После смерти Маурера в сентябре 1954 года второе правительство перестало существовать. Роль правительства Рея была чисто номинальной, оно размещалось в Швеции и последний его глава Хейнрик Марк в 1992 году выступил с речью в парламенте Эстонии, после чего вручил свои «верительные грамоты» новоизбранному президенту Эстонии Леннарту Мери.
12 ноября 1989 года Верховный Совет Эстонской ССР принял Постановление «Об историко-правовой оценке событий, имевших место в Эстонии в 1940 году», признающее незаконной декларацию от 22 июля 1940 года о вхождении ЭССР в СССР. Действия советских властей против Эстонской Республики в 1940 году квалифицировались как «агрессия, военная оккупация и аннексия». Изучением этого вопроса занимались впоследствии комиссия Академии наук Эстонии, Государственная комиссия по расследованию репрессивной политики оккупационных сил (1993—2004) и Международная комиссия по расследованию преступлений против человечности при президенте Эстонии (1999—2007). Процесс присоединения к СССР эстонскими исследователями считается оккупацией, сопряжённой с грубыми нарушениями международного права; действия левых сил в период присоединения расцениваются как инспирированные и руководимые Советским Союзом. Согласно выводам Международной комиссии по расследованию преступлений против человечности при президенте Эстонии:

Совершённые в Эстонии в 1940—1941 годах преступления против человечности стали результатом политики руководства СССР, целью которой было быстрое включение Эстонии в состав СССР и уничтожение социальных групп и людей, которых считали несовместимыми с идеологией СССР.
На непризнании юридических последствий аннексии основана спорная концепция государственного континуитета — непрерывности существования Эстонской Республики с момента её провозглашения в 1918 году и по сегодняшний день. Профессор Балтийской истории и политики в Университете Глазго Дэвид Смит (англ. David J. Smith) отмечает, что западные страны после распада СССР не признали заново страны Балтии, а восстановили дипломатические отношения, прерванные в 1940 году.
Большинство западных историков и политологов, а также ряд российских характеризуют процесс присоединения как оккупацию с последующей аннексией. Учёные считают, что советско-эстонские соглашения 1939—1940 годов были подписаны в условиях военной угрозы. Ряд учёных полагают, что действия СССР в июне 1940 года можно квалифицировать как агрессию против Эстонии.
Из международных организаций присоединение Эстонии к СССР рассматривают как советскую оккупацию ПАСЕ, Европарламент и Европейский суд по правам человека.
Согласно официальной российской трактовке, ввод советских войск нельзя называть оккупацией, поскольку решение о вхождении прибалтийских стран в состав СССР в 1940 году было оформлено юридически корректно и ввод войск был осуществлён в соответствии с договором между Советским Союзом и Эстонией. Елена Зубкова, отмечая доминирование точки зрения об оккупации на Западе и в странах Балтии, обращает внимание на ряд аспектов, нехарактерных для классической военной оккупации XX века, например полноценное гражданство для всех жителей присоединённой территории. В статье для американского консервативного издания National Interest в июне 2020 года президент России Владимир Путин назвал присоединение Латвии, Литвы и Эстонии к СССР по пакту Молотова — Риббентропа к СССР «соответствовавшим международному и государственному праву того времени».
Одним из следствий разногласий в оценках вхождения Эстонии в СССР является проблема неграждан — жителей Эстонии, переселившихся туда после июня 1940 года и их потомков, не получивших эстонского гражданства после распада СССР. Согласно Дмитрию Фурману, «лишение гражданства лиц, приехавших в эти страны после 1945 г., строго соответствует признанию незаконности включения Эстонии и Латвии в СССР (что является балтийским „кредо“ и что признаётся западными странами) и общепринятому юридическому принципу, согласно которому „преступный акт не может создать права“». При этом проблема массового безгражданства стала поводом для критики со стороны России, а также для беспокойства со стороны Евросоюза и ряда международных организаций, рекомендовавших Эстонии упростить натурализацию.